# Obadjiwan-Fort-Témiscamingue
Pour les articles homonymes, voir Témiscamingue (homonymie).

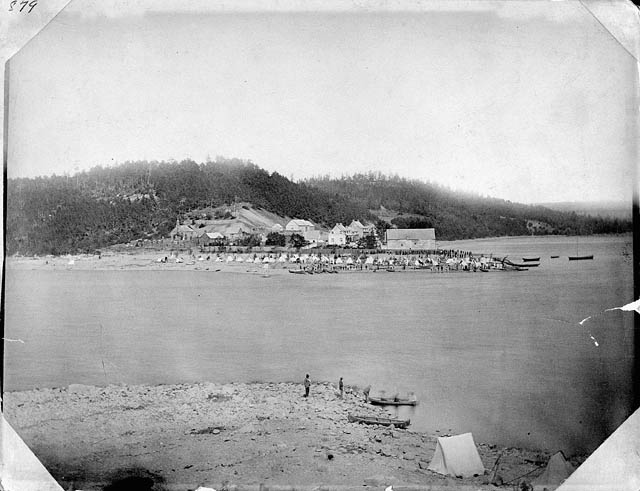
Vue du côté de l'Ontario du Fort Témiscamingue en 1876

Obadjiwan-Fort-Témiscamingue fut un poste de traite à l'époque de la Nouvelle-France. Ce fort, dont la fondation remonte à 1720, est aujourd'hui un lieu historique national du Canada situé dans la municipalité de Duhamel-Ouest au Témiscamingue. La pointe de ce fort, au bord du lac Témiscamingue, se trouve en face de la rive ontarienne. Chargé d'une riche histoire, ce lieu national fait découvrir aux visiteurs l'organisation spatiale du Fort Témiscamingue à l'époque et également les modes de vie entourant la traite des fourrures. Il offre aussi aux touristes la possibilité de visiter la forêt enchantée ainsi qu'une plage de galets. 

## Histoire
Le Fort-Témiscamingue fut un important poste de traite canadien-français des pelleteries  qui fut en activité pendant près de deux siècles. C'est dans ce fortin que les autochtones venaient troquer leurs fourrures contre de la marchandise aux marchands et négociants français qui les envoyaient ensuite vers l'Europe par les voyageurs. Cette région fut également le lieu de la rivalité entre Français et Anglais, qui se disputaient les territoires de chasse des Premières Nations. 
Plusieurs fouilles archéologiques effectuées entre 1992 et 1995 ont révélé la présence des autochtones à Obadjiwan, et ce, sur des milliers d'années. Des pointes de flèches, des outils et des éclats de pierre taillée découverts sur place prouvent que les Anicinabek du Témiscamingue fréquentaient ce site il y a plus de 6 000 ans. Il s'agissait d'un lieu important de rassemblements entre Anicinabek, et également avec d’autres nations autochtones.  

### XVIIesiècle
Au XVIIe siècle, les trappeurs et coureurs des bois français entrent en contact avec les autochtones des Nations Algonquines et Ojibwés. Ils établissent des postes de traite afin d'entreposer les peaux troquées avec ces peuples.
En 1679, les marchands et négociants de fourrure de Montréal font édifier un premier fort dans cette région de l'Abitibi-Témiscamingue. Ils considèrent que ce lieu constituait une place stratégique, située près des lacs Temagami, Nipissing, Abitibi et sur la voie qui conduit à la Baie James.
En 1682, ces mêmes marchands créèrent la Compagnie du Nord.
En 1686, le Chevalier de Troyes à la tête d'un détachement militaire commandé par Pierre Le Moyne d'Iberville, avec une trentaine de soldats et quelque 70 civils, quitte Montréal pour conquérir les postes de traite anglais de la baie d'Hudson. Le groupe remonte la rivière des Outaouais, puis s'arrête au fort Témiscamingue. Il emprunte ensuite la rivière Blanche et poursuit son long périple jusqu'à la baie James et prend possession de l'ensemble des forts anglais de la baie d'Hudson. Durant tout ce trajet, le groupe a obtenu une aide importante des Premières Nations comme les Anicinabek, que ce soit pour être guidés ou pour avoir la permission implicite de traverser le territoire. 
Malgré cette victoire militaire de 1686, le fort Témiscamingue est attaqué, en 1688, par des groupes de la Nation iroquoise en guerre contre les peuples Hurons et Algonquins, alliés des Français. Les Iroquois détruisirent le fort.
En 1713, après le traité d'Utrecht, la France rendit ses forts à l'Angleterre.

### XVIIIesiècle
En 1720, un marchand de Montréal, Paul Guillet, obtient un permis de traite pour la région de l'Abitibi-Témiscamingue et édifie un nouveau fort situé près du lac Témiscamingue, au sud de la ville actuelle de Ville-Marie. L'activité commerciale de ce nouveau fort est florissante jusqu'au début des années 1760. Les fourrures sont revendues au directeur de la Ferme d'occident, François-Étienne Cugnet.
En 1763, le traité de Paris fait perdre l'importance du rôle de poste de traite du fort Témiscamingue qui déclina au cours du XIXe siècle.

### XIXeetXXesiècles
En 1821, le fort passa aux mains de la Compagnie de la Baie d'Hudson. Après plus de 200 ans d'histoire, le fort Témiscamingue ferme ses portes, en 1902, mettant fin à cette grande épopée du commerce de la fourrure. 
En 1931, à la suite de démarches de la Société d’histoire du Témiscamingue et de la Chambre de commerce de Ville-Marie, la Commission des lieux et monuments historiques du Canada a souligné l’importance historique du fort Témiscamingue en faisant de celui-ci un site « désigné ». Ensuite, entre 1967 et 1970, Donat Martineau écrit l’histoire du fort Témiscamingue et soumet son travail de recherche au Ministère des affaires indiennes et du Nord du Canada, lequel était responsable de Parcs Canada. C'est ainsi que Parcs Canada acquit ce site en vue de sa patrimonialisation. 

## Protection et mise en valeur

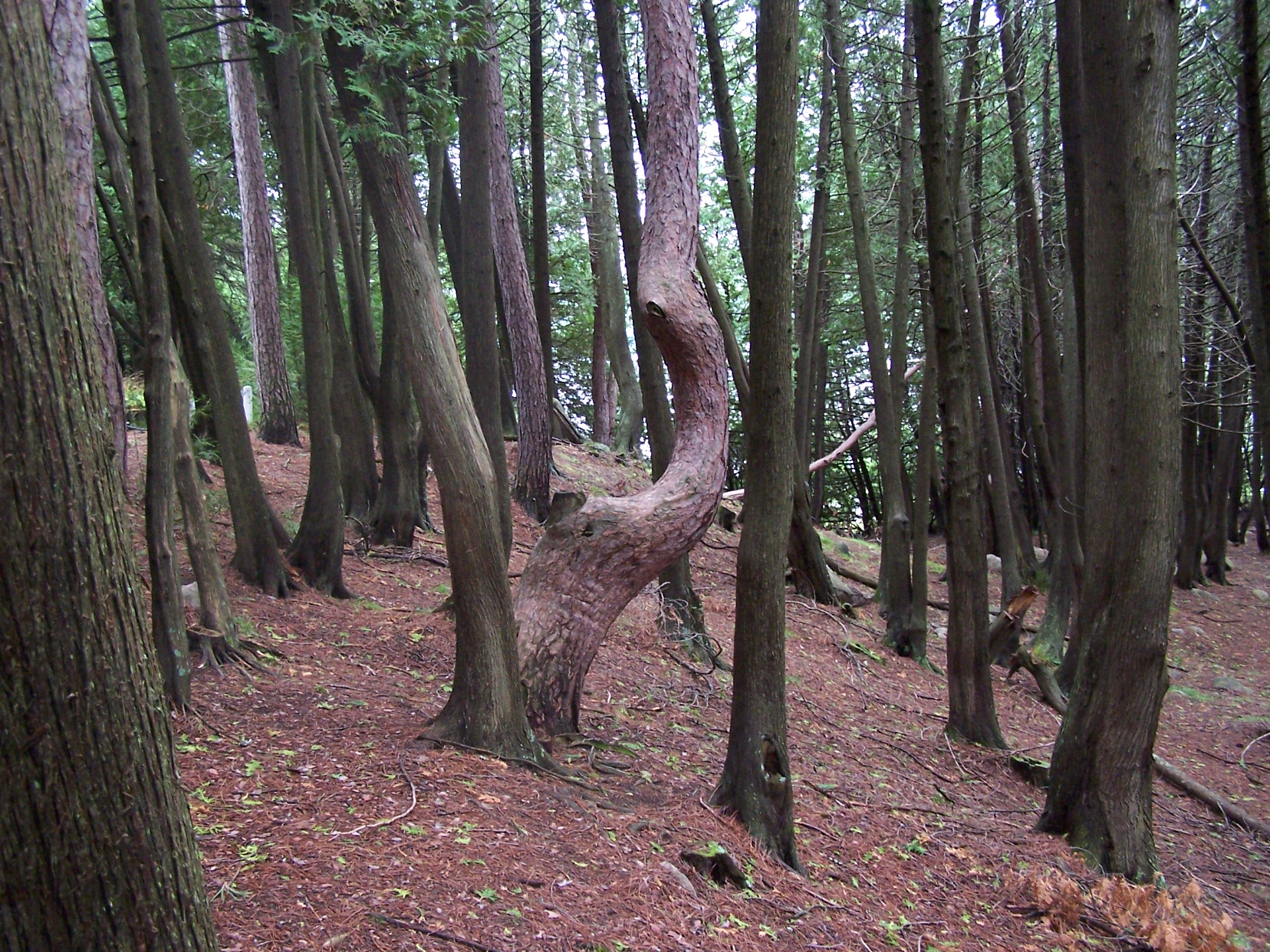
Forêt enchantée

Obadjiwan-Fort-Témiscamingue est un lieu historique de Parcs Canada. Ce lieu historique met en scène plusieurs personnages historiques, en particulier des Anicinabek. Le site fait découvrir aux touristes l’organisation spatiale des bâtiments et le mode de vie qui prévalait au poste de traite du fort Témiscamingue à l’époque de la Compagnie de la Baie d’Hudson (1840-1880). La forêt enchantée, située à proximité du fort, se compose de plusieurs thuyas occidentaux, qui sont tordus et âgés d’environ 150 ans. Ils offrent un paysage fascinant et mystérieux. Les touristes peuvent également profiter de la plage de galets. 
Obadjiwan-Fort-Témiscamingue a pour principal gestionnaire Simon Laquerre. L'agence Parcs Canada a comme partenaires les Amis du vieux fort ainsi que la Première Nation Timiskaming qui jouent grand rôle dans la mise en valeur de ce site. L'institution muséale est membre du Réseau muséal de l'Abitibi-Témiscamingue et de la Société des musées du Québec. Il fait aussi partie du regroupement Mémoires des Chemins d'eau. 